# 全溝血蜱
全沟硬蜱（学名：Ixodes persulcatus）,又名全沟血蜱，为硬蜱科硬蜱屬下的一个种。